# Drepanostachyum ampullare
Drepanostachyum ampullare är en gräsart som först beskrevs av Tong Pei Yi, och fick sitt nu gällande namn av Jean-Pierre Demoly. Drepanostachyum ampullare ingår i släktet Drepanostachyum och familjen gräs. Inga underarter finns listade i Catalogue of Life.